# 渦川正義
渦川 正義（うずかわ まさよし、1890年（明治23年）4月26日 - 1979年（昭和54年）4月21日）は、大日本帝国陸軍軍人。最終階級は陸軍主計中将。

## 経歴
1890年（明治23年）に和歌山県で生まれた。陸軍士官学校第23期卒業。輜重兵中尉の時に選抜試験に合格し、陸軍経理学校高等科で教育を受けて経理部に転科した。1937年（昭和12年）8月に陸軍主計大佐に進級し、1938年（昭和13年）7月に第23師団経理部長に就任。苦戦していたノモンハン事件に出動した。1940年（昭和15年）3月9日に中支那野戦貨物廠長に転じ、8月1日に陸軍主計少将に進級した。
1941年（昭和16年）11月に東部軍経理部長に就任し、1944年（昭和19年）6月に陸軍主計中将に進級した。1945年（昭和20年）1月29日に東部軍管区経理部長兼第12方面軍経理部長に就任し、6月10日に待命、6月11日に予備役に編入された。
1947年（昭和22年）11月28日、公職追放仮指定を受けた。